# 亲爱的王子大人
《亲爱的王子大人》（英語：Dear Prince），2017年中国偶像剧，搜狐视频自制出品。由谢佳见、张予曦、赵奕欢、陈子由、杜姸领衔主演，杨奇煜特別出演，于2017年8月30日在搜狐视频以及芒果TV同步播出。此剧也特别远赴日本冲绳取景拍摄。

## 播出时间

### 首播
| 频道                    | 所在地   | 播出日期      | 播出时间                 | 备注 |
| ----------------------- | -------- | ------------- | ------------------------ | ---- |
| 搜狐视频                | 中国     | 2017年8月30日 | 星期三 20:00             |      |
| 芒果TV                  | 中国     | 2017年8月30日 | 星期三 20:00             |      |
| Astro双星、Astro双星HD  | 马来西亚 | 2017年10月9日 | 星期一至五 19:00 - 20:00 |      |
| Astro双星、Astro双星HD  | 马来西亚 | 2018年9月28日 | 星期一至五 18:00 - 19:00 |      |
| Astro AEC、Astro AEC HD | 马来西亚 | 2018年6月13日 | 星期一至五 16:00 - 17:00 |      |

## 剧情简介
讲述了平凡少女孙小桃意外卷入影帝姜昊的“死亡”事件并在查找真相的过程中逐渐与傲娇王子大人互相吸引的故事。

## 演员列表

### 主要演员
| 演員   | 角色   | 介紹 |
| 谢佳见 | 姜昊   | 王子大人，毒舌龟毛傲娇的大明星，演技很高，但是性格不是很好，在日本冲绳的一次意外之后，他与普通女孩孙小桃开始一场关于脑电波的爱恋故事。                                         |
| 张予曦 | 孫小桃 | 刚毕业的女大学生，有人群失语症，明星周奕然的迷妹，人生的目标就是向自己的偶像表白，性格大大咧咧，很随性，一场日本冲绳之旅打破了她的人生计划，从此与大明星姜昊开始了纠葛的故事。 |
| 赵奕欢 | 苏远晴 | 姜昊前女友。假面女神，事业心超强的电影女王，个性独立，私下城府很深，有着不为人知黑暗面。                                                                                       |
| 陈子由 | 周奕然 | 姜昊之前的助理，偶然机会成为了明星，他是孙小桃的偶像，在娱乐圈发展的资源还算不错。                                                                                             |
| 杜姸   | 張芝芝 | 孙小桃的闺蜜，梦想嫁入豪门，但是却喜欢上一个“月光”少爷。 |
| 杨奇煜 | 赵杰   | 花花公子，颜控主义者，认为颜值就是正义。 |

#### 配角
歐陽靖 :  姜昊，周奕然的經紀公司總經理

## 网络剧歌曲
| 曲别   | 歌名          | 演唱者 | 作词         | 作曲           |
| 片头曲 | I'll Be There | 汪苏泷 | 杨彤         | URBAN CLA6IX   |
| 片尾曲 | Tomorrow      | 赵奕欢 | 李姝         | URBAN CLA6IX   |
| 插曲   | Loving You    | Vera   | 杨彤         | URBAN CLA6IX   |
| 插曲   | 隐形超人      | 杨奇煜 | 李昭萱、杨彤 | URBAN CLA6IX   |
| 插曲   | 思念愛        | 丁爽   | 焦东         | Eunhee         |
| 插曲   | 无处安心      | 陈子由 | 刘冠帅       | 刘冠帅、何诗蒙 |